# Provincia La Rioja (Argentina)

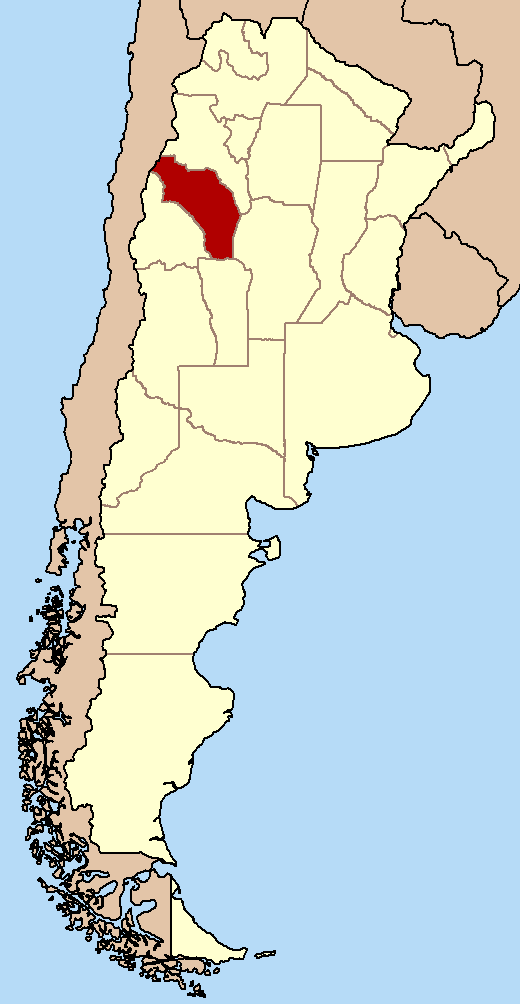
Provincia La Rioja (Argentina)

Provincia La Rioja este situată în partea vestică a Argentinei în apropiere de granița cu Chile. Capitala provinciei se află la La Rioja. Denumirea provinciei provine de la regiunea La Rioja din Spania. Fostul președinte argentinian, Carlos Menem provine din această provincie.

## Date geografice
Provinciile vecine, sunt la nord Catamarca, la est San Luis iar la vest se află San Juan. 
Provincia La Rioja se întinde pe suprafață de 89.680 km², în anul 2001 avea o populație de 289.983 locuitori cu o densitate de 3,2 loc./km². În vestul provinciei se află Anzii Cordilieri, în zona centrală se află munții Sierras Pampeanas, lanțul lor este orientat pe direcția nord-sud. În partea estică este o regiune aridă joasă de șes (pampas) care la sud se învecinează cu regiuni de deșert și bazinele unor lacuri sărate secate. Pe teritoriul provinciei se află Parcul Național Talampaya care este vizitat datorită formațiunilor stâncoase cu forme bizare.

## Subdiviziuni administrative
| Departamento                 | Capitala                   | Suprafața în km² | Locuitori |
| Arauco                       | Aimogasta                  | 1.992            | 13.720    |
| Capital                      | La Rioja                   | 13.638           | 146.411   |
| Castro Barros                | Aminga                     | 1.420            | 4.322     |
| Chamical                     | Chamical                   | 5.549            | 13.383    |
| Chilecito                    | Chilecito                  | 4.846            | 42.248    |
| Coronel Felipe Varela        | Villa Unión                | 9.184            | 9.939     |
| Famatina                     | Famatina                   | 4.587            | 6.371     |
| General Ángel V. Peñaloza    | Tama                       | 3.106            | 3.127     |
| General Belgrano             | Olta                       | 2.556            | 7.161     |
| General Juan Facundo Quiroga | Malanzán                   | 2.585            | 4.546     |
| General Lamadrid             | Villa Castelli             | 6.179            | 1.117     |
| General Ocampo               | Villa Santa Rita de Catuna | 2.135            | 7.331     |
| General San Martín           | Ulapes                     | 5.034            | 4.956     |
| Independencia                | Patquía                    | 7.120            | 2.405     |
| Rosario Vera Peñaloza        | Chepes                     | 6.114            | 13.299    |
| San Blas de los Sauces       | San Blas                   | 1.590            | 4.048     |
| Sanagasta                    | Villa Sanagasta            | 1.711            | 2.165     |
| Vinchina                     | Villa San José de Vinchina | 11.711           | 2.834     |

1. ↑   https://www.argentina.gob.ar/la-rioja, accesat în 31 iulie 2024 Lipsește sau este vid: |title= (ajutor)